# Andrea Cordero Lanza di Montezemolo
Andrea Cordero Lanza di Montezemolo (ur. 27 sierpnia 1925 w Turynie, zm. 19 listopada 2017 w Rzymie) – włoski duchowny katolicki, dyplomata watykański, kardynał. Pochodził z rodziny arystokratycznej.

## Życiorys
W czasie II wojny światowej służył ochotniczo w wojsku. Po wojnie dokończył przerwane studia architektoniczne, w 1949 uzyskał doktorat. Prowadził zajęcia z architektury na jednej z uczelni rzymskich, a niezależnie podjął studia teologiczne na Papieskim Uniwersytecie Gregoriańskim w Rzymie, następnie w Collegio Capranica. Święcenia kapłańskie otrzymał 13 marca 1954 w Rzymie. Uzyskał dyplomy licencjackie z filozofii i teologii, na Papieskim Uniwersytecie Laterańskiej obronił doktorat z prawa kanonicznego, odbył także studia w watykańskiej szkole dyplomatycznej (Papieskiej Akademii Duchownej w Rzymie). Pełnił m.in. funkcję wicekapelana Uniwersytetu w Rzymie. Pracę w dyplomacji watykańskiej podjął w 1960 i został wysłany do apostolskiej delegatury w Meksyku jako sekretarz. W czerwcu 1963 otrzymał tytuł nadzwyczajnego tajnego szambelana papieskiego.
Pracę w dyplomacji Stolicy Apostolskiej kontynuował jako sekretarz nuncjatur w Japonii (1964–1966) i w Kenii (1966–1968); był również sekretarzem delegatury apostolskiej w Afryce Wschodniej (1966-1968). Od 1968 pozostawał w dyspozycji Rady Spraw Publicznych Kościoła. W 1972 został mianowany podsekretarzem w Papieskiej Komisji „Iustitia et Pax”, był następnie w tej instytucji prosekretarzem (p.o. sekretarza, 1975–1976) i sekretarzem (1976–1977).
W kwietniu 1977 Paweł VI mianował go arcybiskupem tytularnym Pandosia i pronuncjuszem w Papui-Nowej Gwinei oraz delegatem apostolskim na Wyspach Salomona. Sakry biskupiej ks. Cordero udzielił 4 czerwca 1977 w Watykanie sekretarz stanu, kardynał Jean-Marie Villot (z towarzyszeniem arcybiskupów Bernardina Gantina i Duraisamy Simona Lourdusamy'ego). W listopadzie 1980 Cordero przeszedł na stanowisko nuncjusza w Hondurasie i Nikaragui, w kwietniu 1986 został nuncjuszem w Urugwaju. Od kwietnia 1990 do marca 1998 pełnił funkcję delegata apostolskiego w Jerozolimie i Palestynie. Od maja 1990 był jednocześnie pronuncjuszem na Cyprze, a od czerwca 1994 nuncjuszem w Izraelu. W kwietniu 1991 otrzymał nową stolicę arcybiskupią – Tuscania.
Ostatnie lata na stanowiskach dyplomatycznych spędził jako nuncjusz we Włoszech i San Marino (od 1998). Przeszedł w stan spoczynku w kwietniu 2001. W maju 2005 został mianowany archiprezbiterem pontyfikalnej bazyliki św. Pawła za Murami. Projektował herb papieski Benedykta XVI.
W lutym 2006 został ogłoszony kardynałem na pierwszym konsystorzu Benedykta XVI (z tytułem kardynała diakona Santa Maria in Portico). Ze względu na wiek (ukończone 80 lat)  nigdy nie posiadał prawa udziału w konklawe. 20 czerwca 2016 został promowany na kardynała prezbitera, zachował diakonię Santa Maria in Portico w charakterze tytułu prezbiterskiego na zasadzie pro hac vice.